# 蔣麟昌
蔣麟昌（?—?），字静存，江蘇陽湖縣人。清朝政治人物。

## 生平
乾隆四年（1739年）己未科進士，年僅十九歲，后任翰林院編修，善於詩文，存有《菱溪遗草》，收錄于《四库全书总目提要》。